# El Maguey, Durango
El Maguey är en ort i Mexiko.   Den ligger i kommunen Mezquital och delstaten Durango, i den centrala delen av landet, 700 km nordväst om huvudstaden Mexico City. El Maguey ligger 1 161 meter över havet och antalet invånare är 151.
Terrängen runt El Maguey är bergig österut, men västerut är den kuperad. Runt El Maguey är det mycket glesbefolkat, med 3 invånare per kvadratkilometer. Närmaste större samhälle är Huazamota, 16,1 km söder om El Maguey. I omgivningarna runt El Maguey växer huvudsakligen savannskog.